# Partit del Progrés de Guinea Equatorial
El Partit del Progrés de Guinea Equatorial és un partit polític proneoliberal i proeleccions a Guinea Equatorial. Creat a l'exili d'Espanya el 25 de febrer de 1983; va intentar ser reconegut en 1988 pel govern de Teodoro Obiang, sense aconseguir-ho; va ser legalitzat finalment a Guinea Equatorial l'octubre de 1992, després del que el partit va demanar l'abstenció als seus votants de cara a les eleccions generals de Guinea Equatorial de 1993, tanmateix participà posteriorment en les eleccions municipals de Guinea Equatorial de 1995, on va afirmar haver guanyat en la majoria de les localitats importants i va denunciar l'existència de frau electoral. Va ser il·legalitzat de nou l'abril de 1998. Forma part de la Internacional Demòcrata de Centre.
El líder del partit, Severo Moto, va impulsar en 2003 un govern en l'exili a Espanya, a causa de la qual cosa membres del PP dins de Guinea Equatorial són fustigats i processats.
En 2008, diversos membres del PPGE van ser arrestats a Malabo per càrrecs de possessió d'armes, entre ells l'ex-secretari de Severo Moto, Gerardo Angüe Mangue. El supòsit propietari de les armes, Saturnino Nkogo, havia mort a la presó als pocs dies de la seva detenció en estranyes circumstàncies. Uns altres sis activistes del PPGE, Cruz Obiang Ebele, Emiliano Esono Michá, Juan Ecomo Ndong, Gumersindo Ramírez Faustino i Bonifacio Nguema Ndong van ser jutjats al costat de Simon Mann, un ciutadà britànic que havia ajudat a organitzar un intent de cop en 2004, malgrat tractar-se de casos independents. Els membres del grup van ser condemnats a penes d'un a cinc anys de presó cadascun. El seu empresonament ha estat protestat pel Departament d'Estat dels EUA qui considera als sis homes presos de consciència.
Els delegats del partit d'Espanya i Guinea Equatorial, reunits en Assemblea Extraordinària el 14 de gener de 2012, a instàncies de tres militants del partit descontents, Luciano Ndong, Donato Ndongo-Bidyogo i José Ndong, van confirmar en el càrrec Severo Moto. en reacció a la qual cosa el 17 de gener una autoproclamada Comissió Executiva Provisional del Partit del Progrés presidida per Donato Ndongo va anunciar la suspensió cautelar de militància de Severo Moto, al que van acusar d'haver convertit aquesta formació "en un instrument de la seva megalomania". Com a conseqüència, el 20 del mateix mes es va convocar el Comitè de Conflictes del partit per expulsar els dissidents, acusant-los d'organitzar un complot.